# Острови (Гомельський район)
Острови (трансліт.: Astravy; біл. Астравы; рос. Островы) — село в Гомельському районі Гомельської області Білорусі. Входить до складу Урицької сільської ради.
До 26 вересня 2006 року село входило до складу Старобелицької сільської ради.

## Населення

### Чисельність
- 2004 — 2 господарства, 3 жителі.